# 시나노강
시나노강(일본어: 信濃川)은 일본에서 가장 긴 강이다. 나가노현 안에서는 지쿠마강(千曲川)이라고 불린다.
히다·기소·간토 각 산지에 집수역(集水域)을 가지며, 니가타평야를 함양(涵養)하고 동해로 흘러드는 길이 369 km, 유역 면적 1만 2,260 km2의 일본 제1의 장류이다. 나가노현, 야마나시현, 사이타마현의 경계에 있는 고부시산을 수원지로 하고 북서쪽으로 흘러 마쓰모토시에서 사이강과 합류한다. 상류는 지쿠마강(치쿠마강)·사이강으로 나뉘고, 나가노 현의 각 분지를 통과하기 때문에 사력(砂礫)의 공급은 적다. 단구가 잘 발달하고 본지류에는 발전소가 많다.
지쿠마강과 사이강의 합류점인 가와나카섬(川中島)는 가와나카지마 전투가 벌어진 역사적인 장소이다. 이후 북동쪽으로 니가타현에 들어가면 시나노강이라고 이름을 바꾸며 니가타시에서 동해로 흘러든다.
1922년에 오코즈 분수로(일본어: 大河津分水路)가 세워져 니가타의 홍수를 막을 수 있게 되었다. 또한 니가타평야가 곡창 지대가 되는 것을 가능케했다.

## 같이 보기
관련 주제
- 시나노국
- 시나노정

관련 사건
- 시나노강 학살 사건